# Caluso
Caluso is een gemeente in de Italiaanse provincie Turijn (regio Piëmont) en telt 7387 inwoners (31-12-2004). De oppervlakte bedraagt 39,5 km², de bevolkingsdichtheid is 187 inwoners per km².
De volgende frazioni maken deel uit van de gemeente: rodallo, arè, vallo, carolina, moiette.

## Demografie
Caluso telt ongeveer 3224 huishoudens. Het aantal inwoners daalde in de periode 1991-2001 met 2,6% volgens cijfers uit de tienjaarlijkse volkstellingen van ISTAT.
| Jaar | Inwoneraantal |
| ---- | ------------- |
| 1991 | 7320          |
| 2001 | 7132          |

## Geografie
Caluso grenst aan de volgende gemeenten: San Giorgio Canavese, Candia Canavese, Barone Canavese, Mazzè, Foglizzo, Montanaro, Chivasso.

## Geboren in Caluso
- Beppe Costa (1956), Italiaans-Nederlands acteur

1. ↑  https://demo.istat.it/?l=it.